# Gina Ravera
Gina Ravera (* 20. Mai 1966 in San Francisco) ist eine US-amerikanische Schauspielerin.

## Leben und Leistungen
Der Vater der Schauspielerin war ein Puerto-Ricaner, ihre Mutter eine Afroamerikanerin. Ravera wurde in der klassischen Tanzkunst unterrichtet. Sie debütierte im Tanzfilm Lambada – Heiß und gefährlich aus dem Jahr 1990. Im Film Showgirls (1995) von Paul Verhoeven spielte sie an der Seite von Elizabeth Berkley, Kyle MacLachlan und Gina Gershon eine der größeren Rollen. Ihre Rolle im Fernsehdrama The Temptations (1998) brachte ihr im Jahr 1999 eine Nominierung für den ALMA Award.
In den Jahren 2005 bis 2007 war Ravera an der Seite von Kyra Sedgwick in der Fernsehserie The Closer zu sehen. Für diese Rolle wurde sie 2006 für den Imagen Award nominiert, 2007 für den Vision Award und ein Jahr später – für den Screen Actors Guild Award 2008 in der Kategorie Bestes Schauspielensemble – Drama. Im Filmdrama The Great Debaters (2007) trat sie neben Denzel Washington auf, dessen Ehefrau sie verkörperte.

## Filmografie (Auswahl)
- 1990: Lambada – Heiß und gefährlich (Lambada)
- 1992: Steal America
- 1993–1994: Palm Beach-Duo (Silk Stalkings, Fernsehserie, 7 Folgen)
- 1995: Showgirls
- 1996: Get on the Bus
- 1997: … denn zum Küssen sind sie da (Kiss the Girls)
- 1997:  Soul Food
- 1998: The Temptations
- 1999–2000: New York Life – Endlich im Leben! (Time of Your Life, Fernsehserie, 19 Folgen)
- 2005–2009: The Closer (Fernsehserie, 46 Folgen)
- 2006–2008: Emergency Room – Die Notaufnahme (ER, Fernsehserie, 13 Folgen)
- 2007: The Great Debaters
- 2009: Private Practice (Fernsehserie, 1 Folge)
- 2011: Lie to Me (Fernsehserie, 1 Folge)
- 2012: CSI: Vegas (Fernsehserie, 1 Folge)
- 2014: Castle (Fernsehserie, 1 Folge)
- 2018: Arrow (Fernsehserie, 3 Folgen)
- 2019: Seattle Firefighters – Die jungen Helden (Station 19, Fernsehserie, 2 Folgen)
- 2021: Calls (Fernsehserie, 1 Folge)